# 5 Seconds of Summer
I 5 Seconds of Summer (conosciuti anche con l'acronimo 5SOS) sono un gruppo musicale pop punk australiano formatosi a Sydney nel 2011.

## Storia del gruppo

### Primi anni e album omonimo (2011-2014)

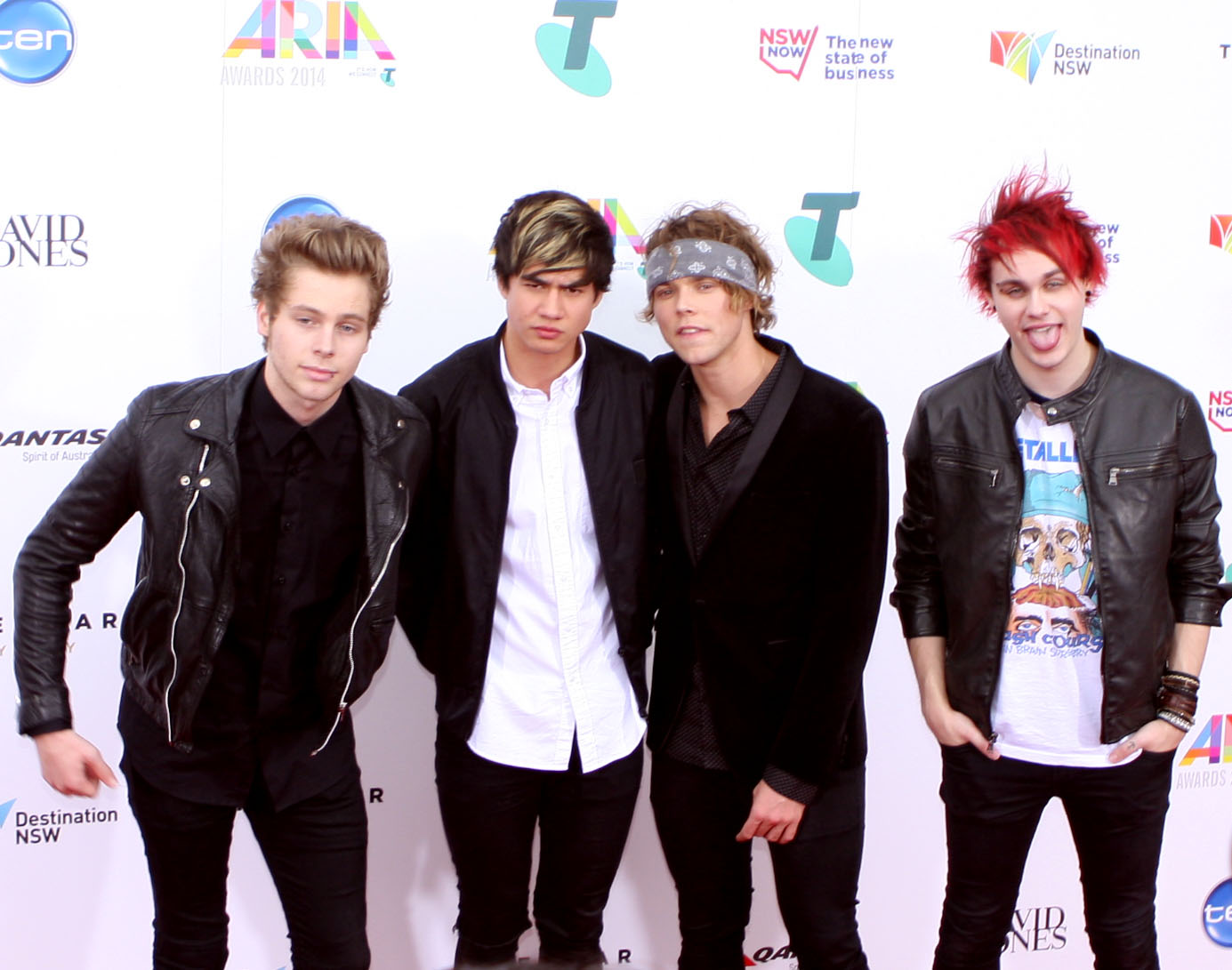
Il gruppo nel 2014

I 5 Seconds of Summer si sono formati a Sydney nel corso del 2011 per iniziativa di Luke Hemmings (voce e chitarra), che aveva già fatto alcune cover sul web, Michael Clifford (voce e chitarra) e Calum Hood (voce e basso). I tre ragazzi, avendo bisogno di un batterista, hanno deciso di accogliere nella band anche Ashton Irwin (voce e batteria) e insieme hanno iniziato la propria attività musicale pubblicando attraverso YouTube diverse cover che hanno totalizzato milioni di visualizzazioni. La loro prima esibizione è avvenuta in un hotel per un pubblico di sole dodici persone: tale esibizione verrà poi ricreata nel videoclip del singolo Old Me nel 2020.
Nel corso del 2012 il gruppo ha autoprodotto e pubblicato gli EP Unplugged e Somewhere New, quest'ultimo promosso dal singolo Out of My Limit, il cui videoclip ha ottenuto 100 000 visualizzazioni nelle prime 24 ore. Grazie a questo successo sono stati notati prima dalla Sony ATV e poi da Louis Tomlinson degli One Direction, il quale li ha invitati ad aprire le date più importanti (Regno Unito, Nord America, Australia e Nuova Zelanda) del loro Take Me Home Tour. Hanno anche collaborato con Nick Hodgson (Kaiser Chiefs) e Jake Gosling. Tale periodo ha segnato la decisione del quartetto di lasciare definitivamente la scuola per perseguire la carriera musicale.
Il 21 novembre 2013 i 5 Seconds of Summer hanno firmato un contratto con la Capitol Records, pubblicando il 21 febbraio 2014 il primo singolo internazionale She Looks So Perfect, uscito dapprima per il download digitale e nel mese di marzo dall'edizione fisica. Il 9 maggio è stato pubblicato il secondo singolo Don't Stop, a cui ha fatto seguito l'omonimo album di debutto, pubblicato nel mese di giugno. Il 5 settembre 2014 il gruppo ha pubblicato il terzo singolo Amnesia, a cui ha fatto seguito Good Girls, uscito il 14 novembre.
Il 15 dicembre il gruppo ha pubblicato il primo album dal vivo, intitolato LiveSOS.

### Sounds Good Feels Good(2015-2016)

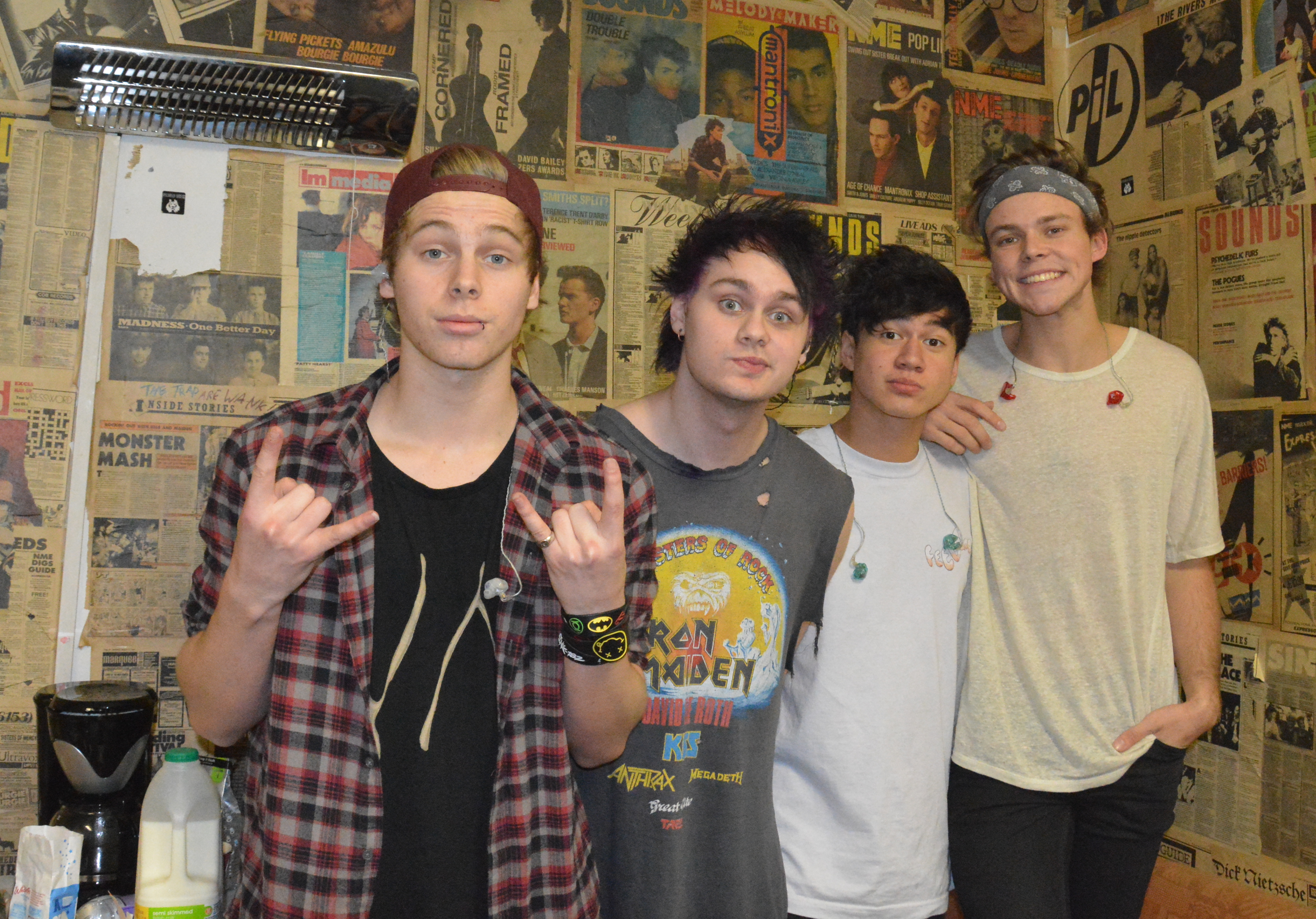
I 5SOS in tour nel 2014

A partire da maggio 2015, i 5 Seconds of Summer hanno intrapreso il loro primo tour da headliner, denominato Rock Out with Your Socks Out Tour e che ha toccato, oltre a Australia e Nuova Zelanda, anche l'Europa e l'America del Nord.
Il 17 luglio 2015 il gruppo ha pubblicato il singolo She's Kinda Hot, volto ad anticipare il loro secondo album in studio. Annunciato ufficialmente dal gruppo il 12 agosto con il titolo di Sounds Good Feels Good, l'album è stato pubblicato il 23 ottobre dello stesso anno ed è stato anticipato anche dai singoli Jet Black Heart e Hey Everybody!, usciti tra agosto e ottobre.
Durante il mese di ottobre il gruppo ha annunciato sia il secondo tour da headliner, intitolato Sounds Live Feels Live Tour e che ha toccato varie città dell'Asia, dell'Europa e dell'America del Nord durante il 2016, sia l'uscita del DVD How Did We End Up Here?, avvenuta il 20 novembre. Nel 2016 il gruppo ha proseguito il tour in supporto all'album e ha presentato anche il singolo Girls Talk Boys, incluso nella colonna sonora del film Ghostbusters.

### Youngblood(2016-2018)
L'8 ottobre 2016 il gruppo ha annunciato di prendersi una pausa di un anno al fine di sviluppare nuove sonorità per il terzo album in studio, previsto durante il 2018. Durante un'altra intervista il quartetto ha inoltre spiegato la necessità di rallentare i loro ritmi lavorativi «per il bene e la longevità del gruppo». Ciononostante, a inizio 2017 il gruppo è apparso nel brano Take What You Want degli One Ok Rock, mentre dal mese di settembre ha ripreso ad esibirsi presso alcuni festival.
Nel febbraio 2018 il gruppo ha presentato il singolo Want You Back, seguito da una breve tournée promozionale. Il 9 aprile sono stati annunciati il terzo album, intitolato Youngblood e pubblicato il seguente 22 giugno, e il relativo tour mondiale Meet You There Tour, partito a Toronto il 27 agosto. Come ulteriore anticipazione i 5 Seconds of Summer hanno reso disponibile ad aprile il secondo singolo Youngblood, che riscosso un ottimo successo a livello mondiale e in madrepatria, dove è rimasto otto settimane consecutive in testa alla ARIA Charts. Ulteriori singoli estratti dall'album sono stati Valentine e Lie to Me, quest'ultimo pubblicato in una nuova versione caratterizzata dalla partecipazione vocale di Julia Michaels.
L'album ha ottenuto un buon successo a livello mondiale, entrando nella top 10 delle classifiche di fine anno in 15 nazioni diverse, oltre ad essere stato decretato come il settimo più grande successo del decennio in Australia. Il singolo omonimo, invece, è risultato il singolo più venduto dell'anno in madrepatria, nonché il quarto più venduto nel decennio 2010-2019, raggiungendo in seguito il traguardo del miliardo di riproduzioni in streaming su Spotify.
Il 26 ottobre 2018 il gruppo ha realizzato una cover del brano Killer Queen dei Queen, devolvendo il ricavato delle vendite in beneficenza presso associazioni che sostengono i malati di AIDS.

### Calm(2019-2021)
Nel febbraio 2019 il gruppo ha collaborato con i The Chainsmokers al singolo Who Do You Love, di gran successo commerciale. Tre mesi più tardi hanno annunciato di aver firmato un contratto discografico con la Interscope Records, pubblicando il singolo Easier, seguito da Teeth, quest'ultimo incluso nella colonna sonora della serie televisiva Tredici; entrambi i singoli hanno ottenuto un notevole successo planetario, confermando l'andazzo commercialmente positivo per il gruppo. Il 5 febbraio 2020 è stata la volta del terzo singolo No Shame e nello stesso periodo è stato annunciato il quarto album Calm, distribuito il 27 marzo. Come ulteriore anticipazione al disco i 5 Seconds of Summer hanno pubblicato anche i singoli Old Me e Wildflower, accompagnati dal relativi videoclip.
Nel febbraio 2020 i 5 Seconds of Summer hanno tenuto un concerto presso lo AZN Stadium in un evento atto a raccogliere fondi per riparare ai danni degli incendi che hanno colpito l'Australia nei primi mesi dell'anno; tale esibizione è stata definita come la migliore dell'evento dalla critica specializzata. Nei mesi successivi il gruppo pubblica alcune edizioni limitate dei suoi album per raccogliere fondi da devolvere in beneficenza, partecipando inoltre a varie campagne di sensibilizzazione per l'utilizzo della mascherina a causa della pandemia di COVID-19. Successivamente ha partecipato all'evento di BBC Live Lounge Live Lounge All-Star, con propositi simili. Il 23 ottobre 2020 Ashton Irwin debutta come cantante solista pubblicando l'album di debutto Superbloom, promosso dal singolo Have U Found What Ur Looking For.

### Cambio di etichetta e5SOS5(2021-presente)
Il 7 ottobre 2021 il gruppo ha firmato un contratto discografico con la BMG, lasciando pertanto la Interscope. La prima pubblicazione attraverso la nuova etichetta è avvenuta due mesi più tardi attraverso il singolo 2011, volto a celebrare i loro dieci anni di carriera.
Il 3 marzo 2022 è stata la volta di un altro singolo, intitolato Complete Mess, a cui ha fatto seguito Take My Hand il 1º aprile e Me, Myself & I il 12 maggio. Intorno allo stesso periodo il gruppo ha annunciato il quinto album 5SOS5, uscito il 23 settembre dello stesso anno e anticipato anche dal singolo Older, in collaborazione con Sierra Deaton e diffuso il 7 settembre.
Il 14 aprile 2023 è stato pubblicato il terzo album dal vivo The Feeling of Falling Upwards (Live from the Royal Albert Hall), registrato presso la Royal Albert Hall di Londra.

## Influenze
I 5 Seconds of Summer hanno citato tra i loro ispiratori gruppi come Green Day, McFly, blink-182, All Time Low, Boys Like Girls e Busted.

## Formazione
- Luke Hemmings – voce, chitarra
- Michael Clifford – voce, chitarra
- Calum Hood – voce, basso
- Ashton Irwin – voce, batteria

## Discografia

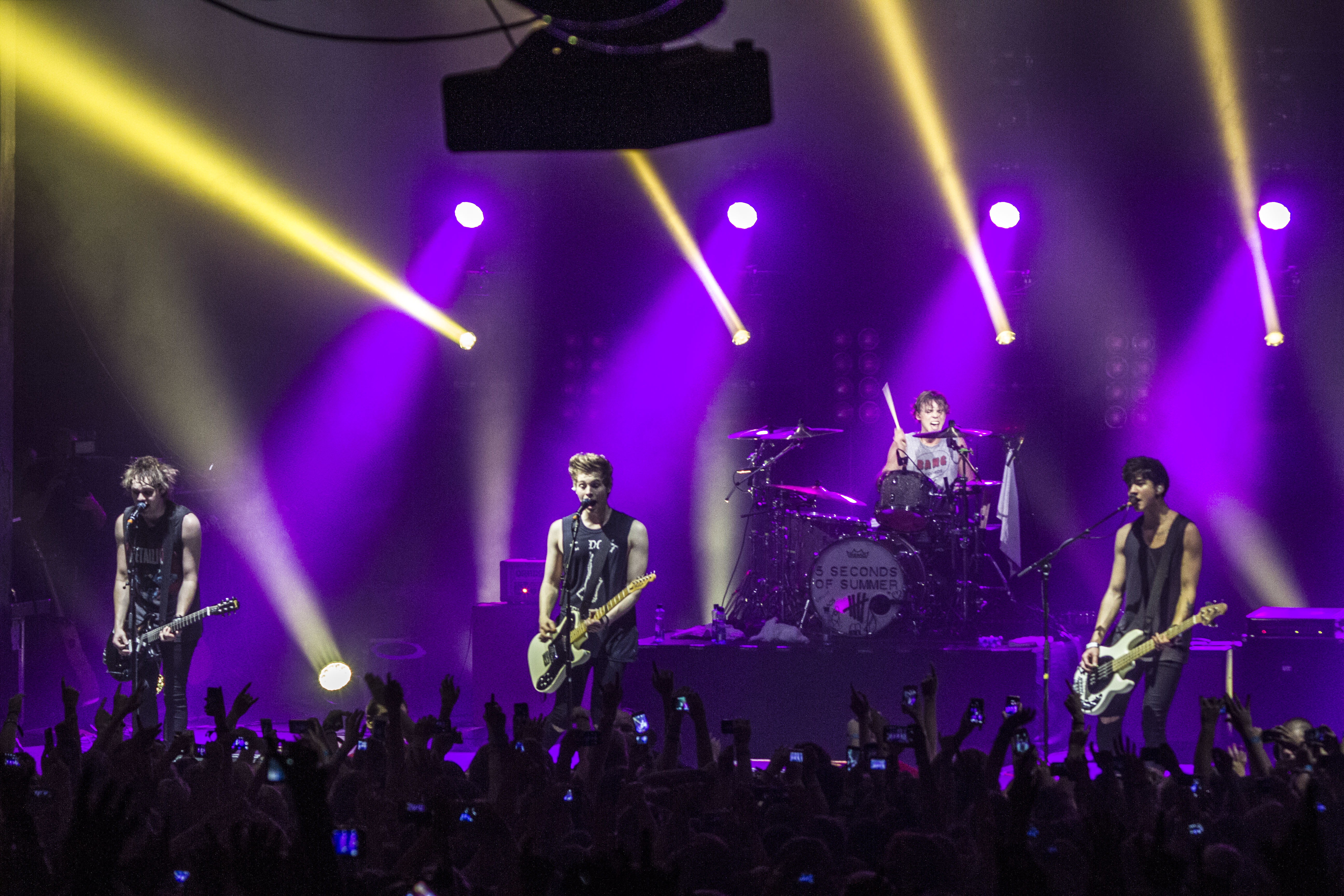
Il gruppo in concerto a Sydney nel 2014.

### Album in studio
- 2014 – 5 Seconds of Summer
- 2015 – Sounds Good Feels Good
- 2018 – Youngblood
- 2020 – Calm
- 2022 – 5SOS5

### Album dal vivo
- 2014 – LiveSOS
- 2018 – Meet You There Tour Live
- 2023 – The Feeling of Falling Upwards (Live from the Royal Albert Hall)

### EP
- 2012 – Unplugged
- 2012 – Somewhere New

### Singoli
- 2012 – Out of My Limit
- 2014 – She Looks So Perfect
- 2014 – Don't Stop
- 2014 – Amnesia
- 2014 – Good Girls
- 2014 – What I Like About You
- 2015 – She's Kinda Hot
- 2015 – Jet Black Heart
- 2015 – Hey Everybody!
- 2016 – Girls Talk Boys
- 2018 – Want You Back
- 2018 – Youngblood
- 2018 – Valentine
- 2018 – Killer Queen (cover dei Queen)
- 2018 – Lie to Me (feat. Julia Michaels)
- 2019 – Easier
- 2019 – Teeth
- 2020 – No Shame
- 2020 – Old Me
- 2020 – Wildflower
- 2021 – 2011
- 2022 – Complete Mess
- 2022 – Take My Hand
- 2022 – Me, Myself & I
- 2022 – Blender
- 2022 – Older (feat. Sierra Deaton)
- 2024 – Lighter (con Galantis e David Guetta)

### Collaborazioni
- 2017 – Take What You Want (One Ok Rock feat. 5 Seconds of Summer)
- 2019 – Who Do You Love (The Chainsmokers feat. 5 Seconds of Summer)

## Tournée

### Headliner
- 2012 – Mini Australian Tour
- 2012 – Twenty Twelve Tour[53]
- 2012 – First New Zealand Show[54][55]
- 2013 – Pants Down Tour[56]
- 2014 – UK Tour[57]
- 2014 – 5 Countries 5 Days European Tour[58]
- 2014 – Stars, Stripes and Maple Syrup Tour[59]
- 2014 – There Is No Place Like Home Tour
- 2015 – Rock Out with Your Socks Out Tour
- 2016 – Sounds Live Feels Live
- 2018 – 5SOS3
- 2018 – Meet You There Tour
- 2022 – Take My Hand World Tour
- 2023 – The 5 Seconds of Summer Show World Tour

### Gruppo spalla
- 2012 – Hot Chelle Rae – Whatever World Tour[60]
- 2013 – One Direction – Take Me Home Tour[61]
- 2014 – One Direction – Where We Are Tour[62]
- 2019 – The Chainsmokers – World War Joy Tour[63]

## Riconoscimenti
- 4Music Video Honours
  - 2014 – Best Breakthrough
- Alternative Press Music Awards
  - 2015 – Best Fandom presented by Tumblr
- American Music Award
  - 2014 – New Artist of the Year
- APRA Awards
  - 2015 – Breakthrough Songwriter of the Year
- ARIA Music Awards
  - 2014 – Song of the Year per She Looks So Perfect
  - 2018 – Apple Music Song of the Year per Youngblood
  - 2018 – Best Australian Live Act
  - 2018 – Best Group
- Billboard Mid-Year Music Awards
  - 2014 – Breakout Star
- Capital Loves Awards
  - 2014 – Capital's 2014 Breaker
  - 2014 – Best Single per She Looks So Perfect
- Capricho Awards
  - 2014 – International Revelation
- Channel V
  - 2013 – Oz Artist Award
  - 2014 – Oz Artist Award
- iHeartRadio Music Awards
  - 2015 – Best Fan Army
  - 2017 – Best Song from a Movie per Girls Talk Boys
- Kerrang! Awards
  - 2014 – Best International Newcomer presented by Troxy
- Nickelodeon Kids' Choice Awards
  - 2015 – Favorite Aussie/Kiwi Music Act
  - 2015 – Aussie/Kiwi's Favorite Fan Army
- MTV Europe Music Awards
  - 2014 – Artist on the Rise
  - 2014 – Best Australia & New Zealand Act
  - 2014 – Best Australian Act
  - 2014 – Best New Artist
  - 2014 – Best Push Act
- MTV Video Music Awards
  - 2014 – Best Lyric Video per Don't Stop
  - 2015 – Song of the Summer per She's Kinda Hot
- NME Awards
  - 2015 – Worst Band
- Nickelodeon Kids Australian Choice Awards
  - 2014 – Aussies' Fave Hot New Talent
- Sugarscape Twitter Awards
  - 2015 – Funniest Celebrity Tweeter
- People's Choice Awards
  - 2015 – Favorite Breakout Artist
- Rock Sound Readers' Poll
  - 2014 – Best International Newcomer
  - 2014 – Best Rock Sound Cover
- Teen Choice Awards
  - 2014 – Choice Music: Breakout Group
  - 2014 – Choice Summer: Music Group
- Teen Icon Awards
  - 2014 – Iconic Music Video per Don't Stop
- Telehit Awards
  - 2014 – Most Popular Video per Don't Stop